# Hemituerta mahdi
Hemituerta mahdi är en fjärilsart som beskrevs av Arnold Pagenstecher 1903. Hemituerta mahdi ingår i släktet Hemituerta och familjen nattflyn. Inga underarter finns listade i Catalogue of Life.